# Stockigt
Stockigt ist ein Weiler der Ortsgemeinde Nusbaum im Eifelkreis Bitburg-Prüm in Rheinland-Pfalz.

## Geographische Lage
Stockigt liegt rund 1,4 km südlich des Hauptortes Nusbaum in Tallage. Der Weiler ist von umfangreichen landwirtschaftlichen Nutzflächen sowie kleineren Waldgebieten im Osten und Westen umgeben. Südlich der Ansiedlung fließt die Schöllecksgracht, ein Nebenarm des Silberbaches.

## Geschichte
Der Weiler Stockigt bestand im Jahre 1840 aus insgesamt sieben Gebäuden. Im Jahre 1843 gehörte Stockigt zur Bürgermeisterei Nusbaum und wurde von 58 Menschen bewohnt. Seitdem hat sich der Weiler weiterentwickelt und gleicht in seiner heutigen Struktur und Größe mehr einem kleinen Dorf als einem Weiler.

## Kultur und Sehenswürdigkeiten

### Kapelle
Im Weiler Stockigt befindet sich eine kleine Kapelle, zu der allerdings keine genaueren Angaben vorliegen. Sie geht auf einen gefällten Baum zurück, in dessen Stamm ursprünglich eine Nische eingelassen wurde, welche ein Muttergottesbild enthielt.
Der heutige Ortsname Stockigt geht auf diese Stockkapelle im Baumstamm zurück.

### Naherholung
Durch Stockigt verläuft der Jakobsweg von Köln bis Trier (Via Coloniensis).
In der Nähe von Nusbaum verläuft der Wanderweg 51 des Naturpark Südeifel. Es handelt sich um einen rund 14 km langen Rundwanderweg, der die Orte Kruchten, Hommerdingen und Freilingen (Ortsteil von Nusbaum) verbindet. Der Wanderweg verläuft unter anderem auch durch das große Waldgebiet Nusbaumer-Hardt. Dieses ist als Erholungsgebiet bekannt und beinhaltet weitere Wanderrouten mit ähnlich langen Strecken.

## Verkehr
Es existiert eine regelmäßige Busverbindung.
Stockigt ist durch die Landesstraße 2 erschlossen und liegt im Kreuzungsbereich mehrerer Gemeindestraßen.